# Венгерский опал
Венгерский опал (нем. Ungarischer Opal), также известный как Венский императорский опал или Арлекин — исторический драгоценный камень, драгоценный белый опал из коллекции венского Музея естественной истории, который считается самым крупным из известных драгоценных опалов, когда-либо добывавшихся в Европе, и самым ценным драгоценным камнем в венской коллекции. Опал имеет линейные размеры 13x7x7 сантиметров и весит 594 грамма (2970 карат).

## История камня
Венгерский опал происходит из месторождения опалов Червеница-Дубник, располагающегося на территории современной Словакии. Традиционно считается, что этот уникальный экземпляр опала был найден в русле ручья Ольшавка купцом по фамилии Хаупт. Событие предположительно произошло во время правления Марии Терезии (1740–1780). Однако, по некоторым косвенным свидетельствам, эта история не соответствует действительности. Английский врач Эдвард Браун видел в 1668 году в одной из витрин Императорского казначейства в Вене довольно крупный опал, который, возможно, известен сегодня как Венгерский опал. Он дал такое описание: «Опал больше моей руки, извлечённый из шахты; и много других прекрасных опалов». В 1818 году Франсуа Бёдан, описывая наблюдения во время своей учебной поездки в Венгрию, писал, что большой опал был известен в Вене более двух столетий. Это отодвигает находку к первой половине XVII века. До него австрийский минералог Андреас Штютц подробно описал этот образец в своем «Catalogus Stützianus», который он написал между 1796 и 1805 годами (рукопись хранится в библиотеке Музея естественной истории в Вене), но его описание не содержит ни имени нашедшего, ни даты находки. Штютц зафиксировал лишь макроскопическое описание, линейные размеры (4¾ дюйма на 2½ дюйма), а также то, что горная порода сохранилась в виде корки на одной из сторон опала.
Первоначально Венгерский опал был внесён в казначейство, но после приобретения коллекции Байю он был передан в Кабинет естествознания, на основе которого впоследствии был создан венский Музей естественной истории.